# Mahasamghika

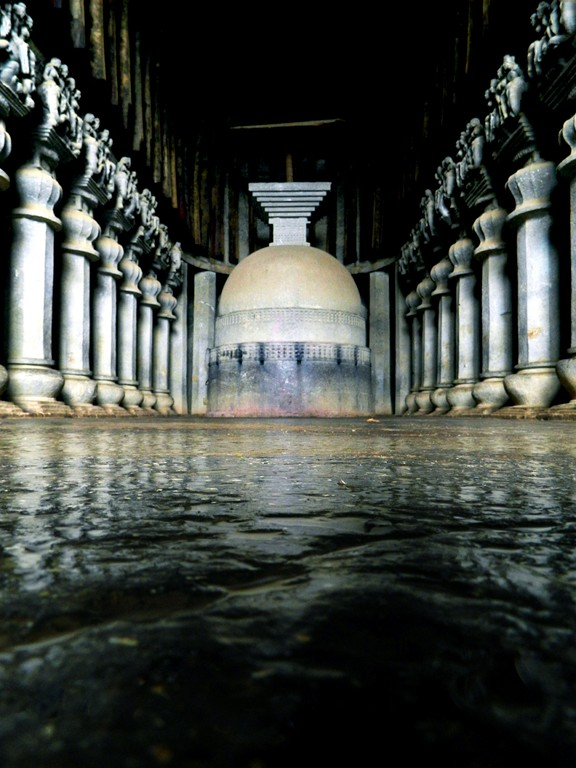
Complejo de cuevas asociado con la secta Mahāsāṃghika. Cuevas de Karla, Mahārāṣtra, India

Mahāsāṃghika (sánscrito "de la Gran Sangha", chino: 大眾 部; pinyin: Dàzhòng Bù) fue una de las primeras escuelas budistas. El interés en los orígenes de la escuela Mahāsāṃghika reside en el hecho de que su vinaya aparece representar una redacción más antigua en general. Muchos eruditos también ven a las escuelas Mahāsāṃghika como cruciales en el desarrollo del budismo Mahayana.

## Historia
La mayoría de las fuentes ubican el origen de los Mahāsāṃghikas en el segundo concilio budista. Las varias tradiciones aceptan que el resultado del concilio fue el primer cisma del sangha entre la Sthavira nikāya y la Mahāsāṃghika nikāya, aunque no están de acuerdo con la causa de esta división. Andrew Skilton ha sugerido que los problemas de los relatos contradictorios se resuelven con el texto llamado Śāriputraparipṛcchā, que es el relato más antiguo que sobrevive del cisma. En este relato, el concilio se reunió en Pāṭaliputra sobre asuntos de vinaya (la regla monástica budista), y se explica que el cisma fue el resultado de que la mayoría (mahāsaṃgha) se negó a aceptar la adición de reglas al vinaya por parte de la minoría (sthaviras o ancianos). Los Mahāsāṃghikas, por lo tanto, vieron a los Sthaviras como un grupo disidente que intentaba modificar el vinaya original.
Los budólogos generalmente han estado de acuerdo en que la disputa fue una cuestión de vinaya, y han notado que el relato de los Mahāsāṃghikas se ve reforzado por los propios textos de regla monástica, ya que los vinayas asociados con los Sthaviras contienen más reglas que los de Mahāsāṃghika. La erudición moderna, por lo tanto, está de acuerdo en general en que el vinaya Mahāsāṃghika es el más antiguo.

## Doctrina
Los Mahāsāṃghikas defendían la naturaleza trascendental y supramundana de los budas y bodhisattvas, y la falibilidad de los arhats. De las 48 tesis especiales atribuidas por el Samayabhedoparacanacakra a las escuelas Mahāsāṃghika (los Ekavyāvahārika, Lokottaravāda y Kukkuṭika), 20 se refieren a la naturaleza supramundana de los budas y bodhisattvas. Según este texto, estas escuelas sostuvieron que el Buda es capaz de conocer todos los dharmas (fenómenos) en un solo momento de la mente. El budólogo Yao Zhihua afirma:
En su opinión, el Buda está equipado con las siguientes cualidades sobrenaturales: la trascendencia (lokottara), la falta de impurezas, todas sus declaraciones predican su enseñanza, exponiendo todas sus enseñanzas en una sola expresión, todos sus dichos son verdaderos, su cuerpo físico es ilimitado, su poder (prabhāva) es ilimitado, la duración de su vida es ilimitada, nunca se cansa de iluminar a los seres sensibles y de despertar una fe pura en ellos, no tiene sueño ni sueña, no se detiene al responder una pregunta y siempre esta en meditación (samādhi).
Una doctrina atribuida a los Mahāsāṃghikas es: "El poder de los tathāgatas es ilimitado, y la vida de los budas es ilimitada." Según Guang Xing, se pueden ver dos aspectos principales del Buda en las enseñanzas de Mahāsāṃghika: el verdadero Buda que es omnisciente y omnipotente, y las formas manifestadas a través de las cuales libera a los seres sensibles a través de sus medios hábiles (Skt. upāya). Para los Mahāsāṃghikas, el buda histórico (Gautama) era simplemente uno de estos cuerpos de transformación (Skt. nirmāṇakāya), mientras que el Buda real esencial se comparaba con el dharmakāya.
El Lokānuvartanā sūtra de los Mahāsāṃghika afirma varias habilidades supramundanas sobre el Buda, incluyendo que:
- No fue producido a través de la unión de padre y madre, sino producido mágicamente.

- Sus pies nunca tocan el suelo ni se ensucian, sus huellas son solo un espectáculo.

- Su cuerpo y su boca no se ensucian, solo hace una demostración de limpieza.

- Él realmente no sufrió y luchó para alcanzar la iluminación durante seis años, esto era solo un espectáculo.

- Nunca tiene hambre, solo manifiesta esto para permitir que otros ganen méritos al dar.

- Realmente no produce excremento, esto es solo un espectáculo.

- Su cuerpo no se cansa, ni se enferma ni envejece, y no se ve afectado por el frío o el calor, solo parece tener estas cualidades.[11]

Al igual que las tradiciones de Mahāyāna, los Mahāsāṃghikas sostuvieron la doctrina de la existencia de muchos budas, simultáneamente existiendo en las diez direcciones. En el Mahāsāṃghika Lokānuvartana Sūtra, se afirma: "El Buda conoce todos los dharmas de los innumerables budas de las diez direcciones". También se afirma: "Todos los budas tienen un cuerpo, el cuerpo del Dharma (Dharmakaya)".
En la opinión de los Mahāsāṃghikas, los bodhisattvas avanzados han roto los lazos del karma y nacen por su propia voluntad en estados de existencia inferiores (Skt. durgati) para ayudar a liberar a otros seres sensibles.
El concepto de muchos bodhisattvas que trabajan simultáneamente hacia la budeidad también se encuentra en las tradiciónes Mahāsāṃghika. Estos dos conceptos de bodhisattvas y budas que existen simultáneamente estaban vinculados en algunas tradiciones. Se piensa que la doctrina de los budas múltiple ya era antigua y estaba bien establecida en la época de los primeros textos de Mahāyāna, como el Aṣṭasāhasrikā Prajñāpāramitā Sūtra, debido a las claras presunciones de esta doctrina.
Los Mahāsāṃghikas sostenían que las enseñanzas del Buda debían entenderse en dos niveles de verdad: una verdad relativa o convencional (Skt. saṃvṛti), y la verdad absoluta o última (Skt. paramārtha). Para la rama del budismo Mahāsāṃghika, el significado final y último de las enseñanzas del Buda era "más allá de las palabras" y las palabras eran simplemente la exposición convencional del Dharma.

## Mahāvastu
El Mahāvastu (sánscrito para "Gran evento" o "Gran historia") es el texto más conocido de la rama Lokottaravāda de la escuela Mahāsāṃghika. Es un prefacio de su Vinaya Pitaka y contiene numerosos cuentos de Jātaka y Avadāna, historias de vidas pasadas del Buda y otros bodhisattvas. Se considera una fuente primaria para la noción de un Buda trascendental (lokottara), quien a lo largo de sus innumerables vidas pasadas desarrolló varias habilidades, como la omnisciencia (sarvajñana), la falta de cualquier necesidad de dormir o comer y su inmaculada concepción. El texto muestra paralelos con el Pali Mahakhandhaka.

## Conexión mahayana
En el siglo VI d. C. Paramārtha, un monje budista de Ujjain en el centro de la India, escribió acerca de una afiliación especial de la escuela Mahāsāṃghika con la tradición Mahāyāna. Asocia la composición inicial y la aceptación de las sūtras Mahāyāna con Mahāsāṃghika. Paramārtha afirma que 200 años después del parinirvāṇa del Buda, una gran parte de la escuela se trasladó al norte de Rājagṛha, y se dividió sobre si las enseñanzas de Mahāyāna debían incorporarse formalmente a su Tripiṭaka canónico. Según este relato, se dividieron en tres grupos según la manera en que aceptaron la autoridad de estos textos Mahāyāna.  Paramārtha afirma que la secta Kukkuṭika no aceptó a los sūtras Mahāyāna como buddhavacana ("palabras del Buda"), mientras que las sectas Lokottaravāda ("trascendentalistas") y Ekavyāvahārika aceptaron los sūtras Mahāyāna como buddhavacana.
Varios eruditos han propuesto que algunos de los sutras Mahāyāna (como el Prajñaparamita y los sutras de la naturaleza de Buda) se desarrollaron por primera vez en la tradición Mahāsāṃghika en la región Āndhra, a lo largo del río Kṛṣṇa. Estos Mahāsāṃghikas tenían dos monasterios famosos cerca de Amarāvati y Dhānyakaṭaka, que dieron sus nombres a las escuelas de Pūrvaśailas y Aparaśailas.